# Jean Dieu-Donné Randrianasolo
Pour les articles homonymes, voir Randrianasolo.
Jean Dieu-Donné Randrianasolo, né le 26 mai 1989, est un footballeur international malgache ayant evolué au poste de gardien de but au CNaPS Sport.

## Biographie

### En équipe nationale
Il reçoit sa première sélection en équipe de Madagascar le 11 novembre 2011, contre la Guinée équatoriale. Ce match perdu 2-0 rentre dans le cadre des éliminatoires du mondial 2014.
En 2015, il participe à la Coupe COSAFA. Lors de cette compétition organisée en Afrique du Sud, il joue six matchs. L'équipe de Madagascar se classe troisième du tournoi. Il participe ensuite la même année aux Jeux des îles de l'océan Indien, organisés à La Réunion. Madagascar termine à la quatrième place. Il dispute ensuite trois matchs rentrant dans le cadre des éliminatoires du mondial 2018.
Il participe de nouveau à la Coupe COSAFA en 2017 puis en 2018. Lors de l'édition 2017, il joue trois matchs. Lors de l'édition 2018, il joue six matchs, et Madagascar se classe quatrième du tournoi.

## Palmarès
- Vainqueur de la Coupe des clubs champions de l'océan Indien en 2012, 2014 et 2015 avec le CNaPS Sport
- Champion de Madagascar en 2013, 2014, 2015, 2016, 2017 et 2018 avec le CNaPS Sport
- Vainqueur de la Coupe de Madagascar en 2011, 2015 et 2016 avec le CNaPS Sport